# Discobola boninensis
Discobola boninensis är en tvåvingeart som först beskrevs av Alexander 1972.  Discobola boninensis ingår i släktet Discobola och familjen småharkrankar. Inga underarter finns listade i Catalogue of Life.